# Статен-Айленд
Ста́тен-А́йленд (остров Ста́тен, англ. Staten Island [ˌstæt.ən ˈaɪlənd], «остров Генеральных штатов») — одно из пяти боро Нью-Йорка, расположенное на острове Статен. Наиболее территориально удалённый и наименее населённый из всех административных округов Нью-Йорка. Самая южная часть штата Нью-Йорк. Территориально совпадает с округом Ричмонд и поэтому вплоть до 1975 года район назывался Ричмонд. Статен-Айленд стал боро Нью-Йорка в 1898 году.

## История
Район был заселён с 10 000 лет до н.э. На острове найдены предметы культуры Кловис.
Первый контакт европейцев с островом и его жителями зарегистрирован в 1524 году: Джованни да Верраццано посетил остров, переплыв через пролив Нарроуз (англ. the Narrows). В 1609 году Генри Хадсон объявил остров голландской торговой территорией, назвав его Статен-Эйландт (нидерл. Staten Eylandt) в честь парламента Северонидерландской конфедерации — Генеральных штатов (нидерл. Staten-Generaal).
И хотя первое голландское соглашение о новой колонии Нидерландов было подписано в Манхэттене в 1620 году, Статен-Айленд оставался неколонизированным голландцами в течение многих десятилетий. В 1639—1655 годы голландцы сделали три попытки установить постоянный контроль над островом, но каждый раз эти попытки терпели крах из-за конфликтов с местными индейскими племенами.
Только в 1661 году в селении Ауде-Дорп (нидерл. Oude Dorp — «Старая деревня») впервые было установлено соглашение о постоянном голландском владычестве, но лишь к югу от Нарроуз — недалеко от района Южного пляжа (South Beach), где проживала небольшая группа валлонов и гугенотов, выходцев из Нидерландов.
На острове добывалась руда.

## Статен-Айленд сегодня
На Статен-Айленде с 1947 года находилась городская свалка, которая закрылась лишь в 2001 году. Сейчас ведутся работы по рекультивации территории для создания зон отдыха и развлечений.
Статен-Айленд считается «спальным» районом Нью-Йорка. По сравнению с другими районами (Бронксом, Бруклином, Манхэттеном и Куинсом), жизнь здесь спокойнее: до 1960 года в южной части острова располагались фермерские хозяйства. После постройки моста Веррацано, связавшего Статен-Айленд с Бруклином, началось его активное заселение. На улицах стало больше транспорта, дорожных пробок, аварий и дорожных работ. Тем не менее, район считается одним из самых привлекательных для горожан, особенно русскоговорящих, которых здесь насчитывается до 20 %.
О некоторых нюансах жизни на этом острове в 2009 году режиссёром Джеймсом ДеМонако был снят художественный фильм «Статен-Айленд» (англ. Staten Island).

## География

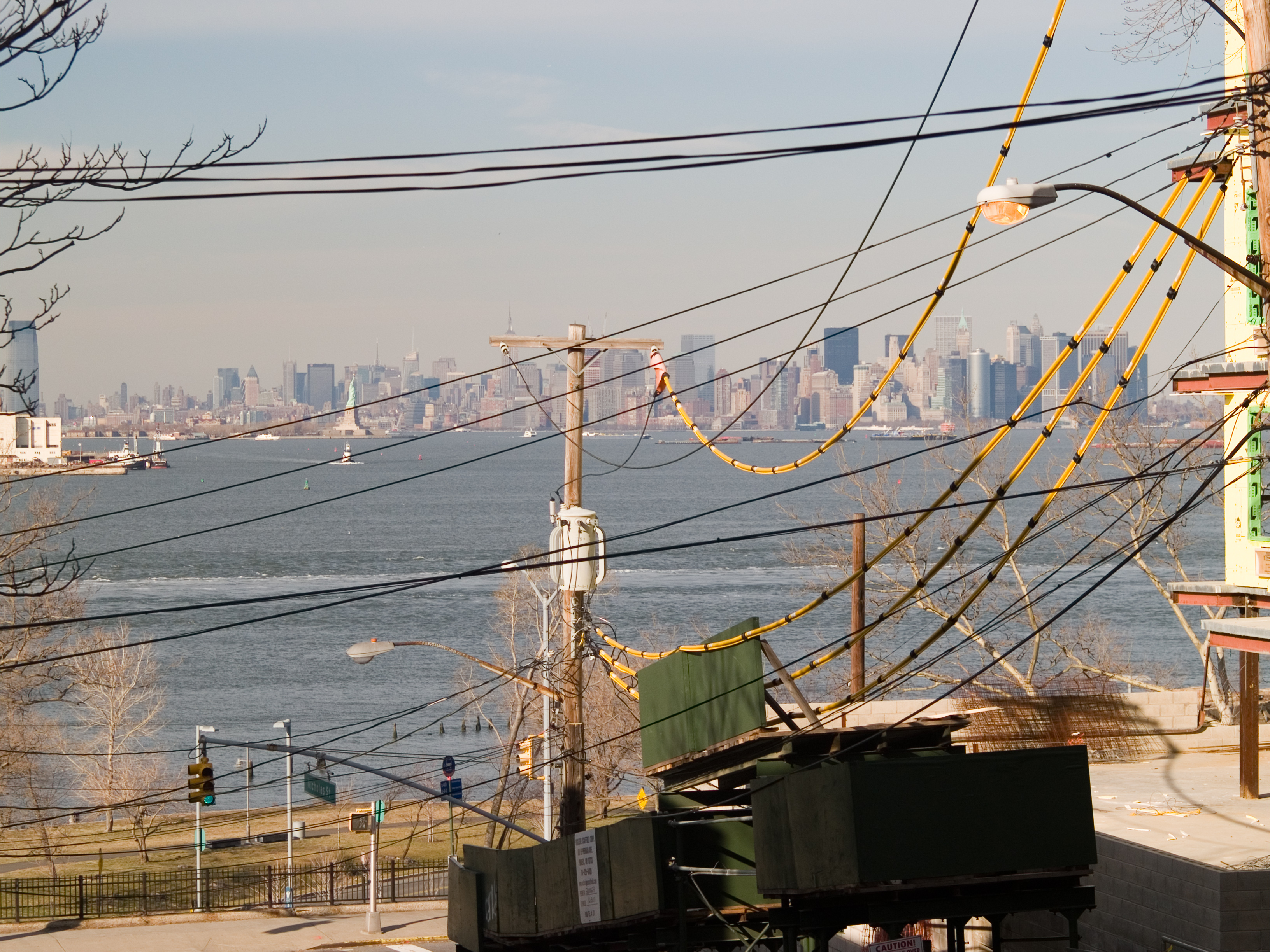
Вид на Манхэттен

Статен-Айленд занимает 151,5 км² суши (включая пять мелких островков), и 114,5 км² приходится на акваторию. Острова Статен и Лонг-Айленд разделяет пролив Те-Нарроус, а от «большой земли» — штата Нью-Джерси — остров Статен отделён проливами Артур-Килл (Arthur Kill) и Килл-Ван-Калл (Kill Van Kull).
Остров соединён с Нью-Джерси мостами Бейонн (Bayonne Bridge), Аутербридж-кроссинг (Outerbridge Crossing) и Готалз (Goethals Bridge), а с Бруклином — мостом Веррацано, одним из самых крупных висячих мостов в мире.
Самая высокая точка острова находится на Тодт-Хилл (Todt Hill — от нидерл. «Мёртвый холм»); там располагается Моравское кладбище. В 1960 году в городе шли бурные дебаты по поводу организации на острове Статен охраняемой природной территории. В результате была создана крупнейшая в Нью-Йорке парковая зона — Гринбелт (англ. Greenbelt — «Зелёный пояс»). Статен-Айленд называют «лёгкими Нью-Йорка»: по количеству зелени и естественных мест отдыха район занимает первое место в городе.
На западе острова Статен находится Фрешкиллс-парк. На его территории до 2003 года находилась главная городская свалка, некогда крупнейшая в мире. Ныне здесь проводятся активные работы по рекультивации. Открытие парка планируется в 2030-х годах, он станет одним из крупнейших в городе.

## Достопримечательности
- Исторический Ричмонд-таун — это живая историческая деревня и музейный комплекс, находящийся посередине острова Статен-Айленд. Посетители могут изучить разнообразие американского быта, особенно острова Статен-Айленд и граничащих с ним сообществ, от колониального периода до наших дней. Территория деревни занимает 25 акров (100 000 квадратных метров) на участке площадью 100 акров (0,40 км2). На территории находятся около 15 отреставрированных зданияй, в том числе жилых домов, коммерческих и общественных зданияй, а также музеев.
- На острове находится зоопарк Статен-Айленда. Строительство зоопарка началось в 1933 году в рамках программы работ федерального правительства на поместье площадью восемь акров (три гектара), переданном Нью-Йорку. Он был открыт 10 июня 1936 года и стал первым зоопарком в США, специально предназначенным для образовательных целей. В конце 1960-х годов зоопарк содержал самую полную коллекцию гремучих змей в мире, насчитывающую 39 разновидностей.

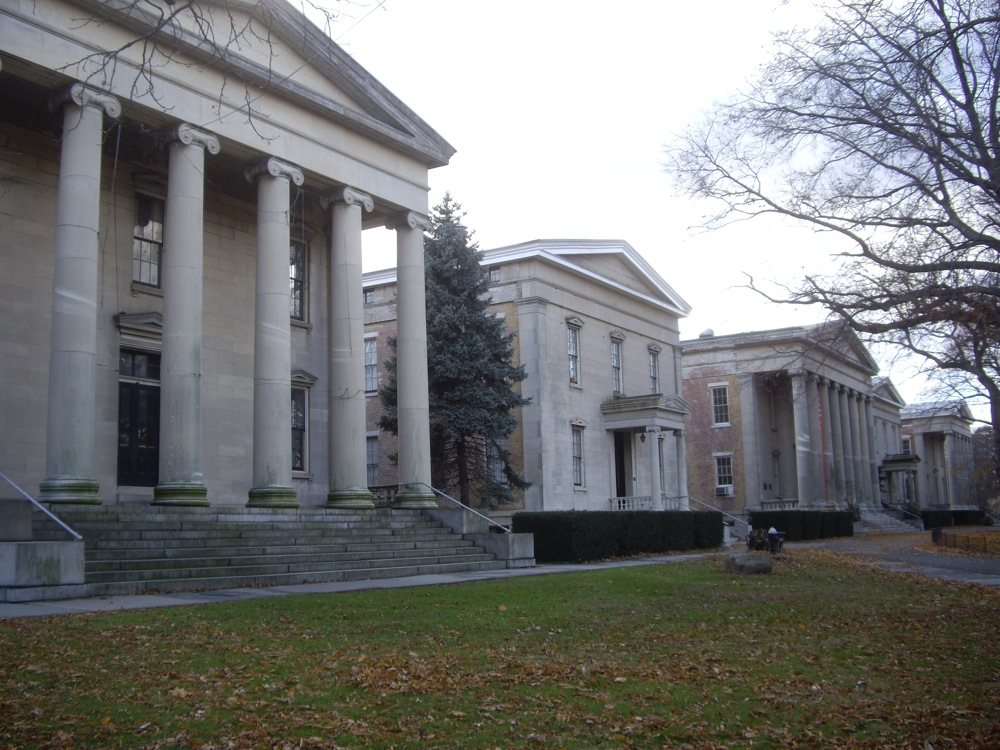
Sailors' Snug Harbor

- Уютная гавань моряков — Культурный центр Снаг-Харбор, где находятся Музей Статен-Айленда, Ботанический сад Статен-Айленда, Детский музей Статен-Айленда, Сад китайского учёного в Нью-Йорке.
- Дом-музей Элис Остин[англ.]
- Конференц-зал
- Музей Гарибальди-Меуччи
- Музей тибетского искусства Жака Марше
- Благородная морская коллекция
- Исторический музей Сэнди-Граунд
- и многое другое.

## Образование
- Колледж Статен-Айленда — один из одиннадцати старших колледжей Городского университета Нью-Йорка (CUNY). По окончании колледжа можно получить степени специалиста и бакалавра, а также магистра и доктора.
- Колледж Вагнера — это частный гуманитарный колледж с совместным обучением, в котором обучаются 2000 студентов и 500 аспирантов.
- Университет Святого Иоанна (Saint John's University) имеет кампус на Статен-Айленде. Это частный римско-католический университет совместного обучения.

## Демография
Население острова насчитывает 460 тысяч жителей, из которых более 12 тысяч (по другим источникам — более 50 тысяч) — русскоговорящие иммигранты. Крупнейшая национальная община — итальянцы (более 167 тысяч человек).

## Общественный транспорт
- Статен-Айленд обслуживается местными автобусными маршрутами. Два маршрута связывают остров Статен-Айленд с Бруклином, а также множество автобусов экспресс-маршрутов — с Манхэттеном.
- В Статен-Айленде с северо-востока на юго-запад проходит линия городского поезда с более чем двумя десятками станций, на которой используются поезда и система оплаты как в метро. Рассматриваются проекты по преобразованию действующих и заброшенных железнодорожных линий острова в две линии скоростного трамвая.
- Бесплатная паромная переправа «Статен-Айленд Ферри» связывает остров с Манхэттеном; интервал движения паромов — около получаса.

Автобусы, городской поезд, а также мост Веррацано-Нарроус управляются единой нью-йоркской транспортной компанией MTA. Паром Статен-Айленда управляется департаментом транспорта города Нью-Йорк.